# Mount Thetis
Mount Thetis är ett berg i Australien. Det ligger i regionen West Coast och delstaten Tasmanien, i den sydöstra delen av landet, omkring 160 kilometer nordväst om delstatshuvudstaden Hobart. Toppen på Mount Thetis är 1 482 meter över havet, eller 405 meter över den omgivande terrängen. Bredden vid basen är 6,6 km.
Runt Mount Thetis är det mycket glesbefolkat, med 2 invånare per kvadratkilometer.. Det finns inga samhällen i närheten.
I omgivningarna runt Mount Thetis växer i huvudsak städsegrön lövskog. Genomsnittlig årsnederbörd är 1 598 millimeter. Den regnigaste månaden är augusti, med i genomsnitt 204 mm nederbörd, och den torraste är januari, med 63 mm nederbörd.